# Município de Velešta
Velešta é um ex-município da atual Macedônia do Norte. Foi criado em 1996, porém só deixou de existir em 2004, ao fundir-se com o município de Struga.